# Бартоломей Калінковський
Бартоломей Калінковський (пол. Bartłomiej Kalinkowski, нар. 11 липня 1994, Варшава, Польща) — польський футболіст, півзахисник футбольної команди «Лєґія» що нині виступає в польській Екстраклясі.